# Adam Przybylski (1896–1945)

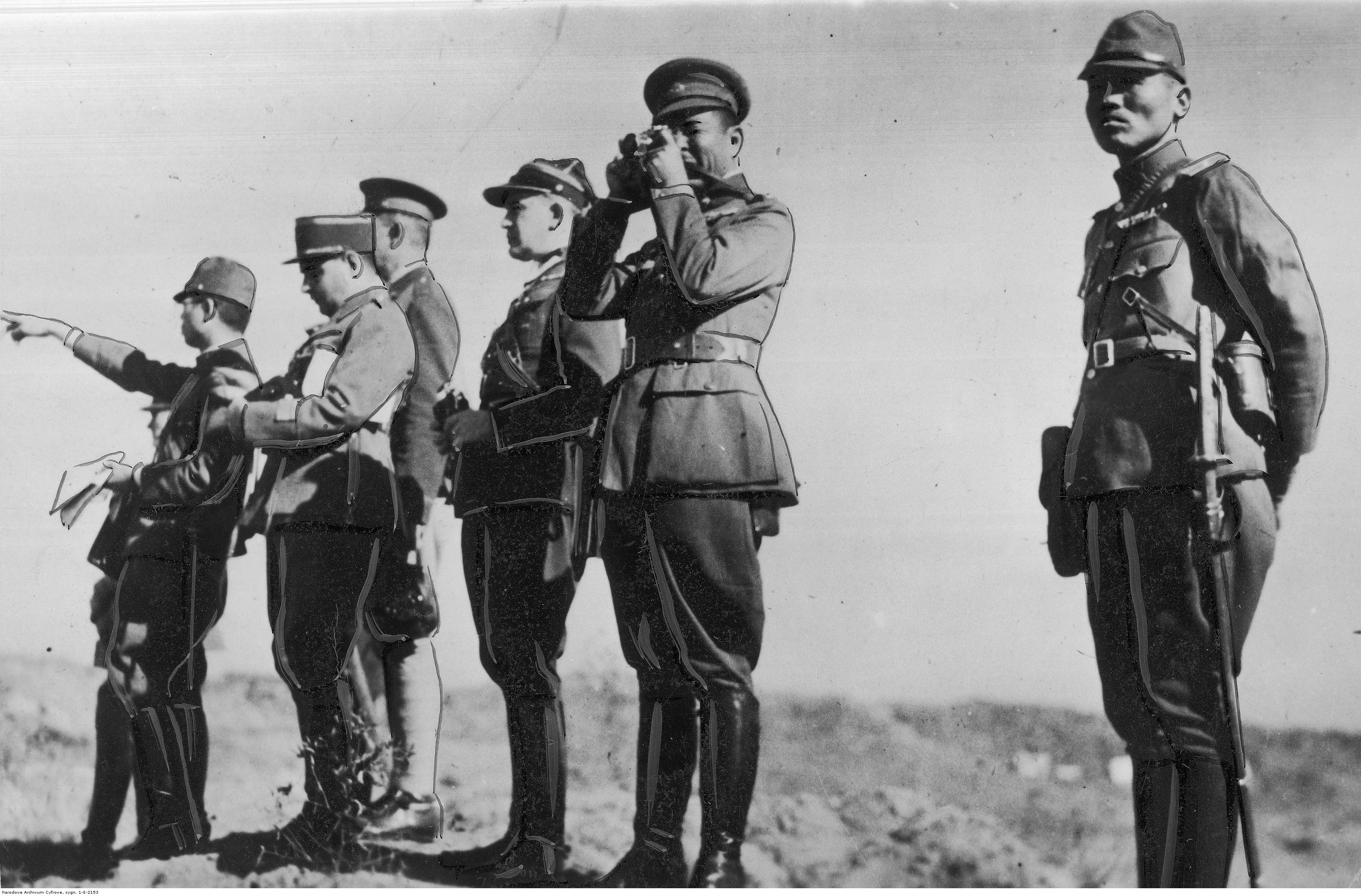
Obserwatorzy wojskowi na froncie północnym w trakcie wojny chińsko-japońskiej. Polski attaché wojskowy mjr Adam Przybylski 3. z prawej.

Adam Przybylski ps. „Konrad Starski” (ur. 22 czerwca 1896 w Janowie Lubelskim, zm. 5 stycznia 1945 w Peebles) – podpułkownik dyplomowany piechoty Wojska Polskiego, działacz niepodległościowy, kawaler Orderu Virtuti Militari, historyk wojskowości.

## Życiorys
Urodził się 22 czerwca 1896 w Janowie Lubelskim, w rodzinie Zygmunta i Zofii Leonii z Pac-Pomarnackich h. Gozdawa (ur. 1867). Miał siostrę Marię Magdalenę, żonę pedagoga Mariana Bronisława Godeckiego (1888–1939).
W sierpniu 1915 roku wstąpił do Batalionu Warszawskiego Polskiej Organizacji Wojskowej (POW), z którym w następnym miesiącu został wcielony do Legionów Polskich. Do stycznia 1916 roku walczył na froncie w szeregach 1 pułku piechoty. Od czerwca 1916 roku zajmował się konspiracyjną działalnością w Polskiej Organizacji Wojskowej. W organizacji pełnił funkcję komendanta Obwodu Łowicz, a następnie komendanta Grupy Obwodu i zastępcy komendanta Okręgu Warszawa-prowincja.
W czasie wojny z bolszewikami walczył w szeregach 6 pułku piechoty Legionów. Dowodził plutonem i kompanią. Wyróżnił się 21 sierpnia 1920 w ataku na wieś Dołubowo. Za ten czyn rozkazem nr 1517/I Dowództwa 2 Armii z 1 października 1920 został mu nadany Order Virtuti Militari.
1 czerwca 1921 roku pełnił służbę w Centrum Wyszkolenia Wołkowysk, a jego oddziałem macierzystym był 6 pułk piechoty Legionów. 3 maja 1922 roku został zweryfikowany w stopniu porucznika ze starszeństwem z dniem 1 czerwca 1919 roku i 484. lokatą w korpusie oficerów piechoty, a jego oddziałem macierzystym był nadal 6 pułk piechoty Legionów. W tym samym roku został powołany do Wyższej Szkoły Wojennej w Warszawie, w charakterze słuchacza Kursu Normalnego 1922–1924. Z dniem 1 października 1924 roku, po ukończeniu kursu i otrzymaniu dyplomu naukowego oficera Sztabu Generalnego, został przydzielony do Oddziału V Sztabu Generalnego w Warszawie. 1 grudnia 1924 roku awansował na kapitana ze starszeństwem z dniem 15 sierpnia 1924 roku i 125. lokatą w korpusie oficerów piechoty. 23 czerwca 1926 roku został przesunięty do Biura Historycznego Sztabu Generalnego w Warszawie. Z dniem 2 stycznia 1929 roku został przeniesiony do 75 pułku piechoty w Królewskiej Hucie. 31 marca 1930 roku powrócił do Wojskowego Biura Historycznego w Warszawie. 17 grudnia 1931 roku został mianowany majorem ze starszeństwem z dniem 1 stycznia 1932 roku i 32. lokatą w korpusie oficerów piechoty. 9 grudnia 1932 roku ogłoszono jego przeniesienie do Oddziału II Sztabu Głównego. W Oddziale II zajmował się zagadnieniami sowieckimi. Z dniem 1 stycznia 1935 roku został mianowany attaché wojskowym przy Ambasadzie RP w Tokio. 31 października 1938 roku odwołany z funkcji. Mianowany podpułkownikiem ze starszeństwem z dniem 19 marca 1939 roku i 58. lokatą w korpusie oficerów piechoty. Od jesieni 1938 roku odbywał staż liniowy w 6 pułku piechoty Legionów w Wilnie na stanowisku dowódcy III batalionu.
24 sierpnia 1939 roku, po ogłoszeniu mobilizacji alarmowej, zgodnie z przydziałem mobilizacyjnym wyjechał do Warszawy i zgłosił się w Wyższej Szkole Wojennej, gdzie otrzymał przydział do sztabu generała dywizji Mieczysława Norwid-Neugebauera na stanowisko szefa Oddziału II. Po wyjeździe generała z Warszawy pozostawał w dyspozycji szefa Sztabu Naczelnego Wodza. 5 września stawił się w Kwaterze Głównej Naczelnego Wodza i otrzymał od generała brygady Wacława Stachiewicza zadanie udania się do Grupy Operacyjnej generała brygady Stanisława Skwarczyńskiego, jako oficer łącznikowy. Dowództwo Grupy odnalazł rano następnego dnia pod Radomiem. 6 września, po powrocie do Warszawy, został oddany do dyspozycji szefa Oddziału III, bez formalnego określenia funkcji i zadań. Ostatecznie pomagał podpułkownikowi Leopoldowi Okulickiemu w pracach nad zestawieniem i utrzymaniem w aktualności sytuacji ogólnej (prowadzeniem ogólnej mapy sytuacyjnej). Tego samego dnia wyjechał ze Sztabem Naczelnego Wodza do Brześcia, 11 września do Włodzimierza Wołyńskiego, w nocy z 13 na 14 września do rejonu Dubna i 15 września do Kołomyi. Po agresji ZSRR na Polskę przekroczył granicę z Rumunią w Kutach 18 września o godz. 4.00 wraz ze Sztabem Naczelnego Wodza. Internowany, później udał się do Francji. W marcu 1940 roku przebywał w Obozie Wyszkolenia Oficerów w Vichy.
12 września 1941 roku przybył z 8 Brygady Kadrowej Strzelców do Stacji Zbornej Oficerów Rothesay i otrzymał urlop do 25 września 1941 roku. W 1944 roku był wykładowcą w Wyższej Szkole Wojennej w Peebles, w Szkocji . Zmarł 5 stycznia 1945 roku w Peebles. 8 stycznia 1945 roku został pochowany na cmentarzu Corstorphine Hill w Edynburgu .

## Publikacje naukowe
Jest autorem szeregu cennych prac z dziejów operacji wojennych w okresie 1918–1921, opartych na archiwaliach i dokumentach oficjalnych Ministerstwa Spraw Wojskowych. Pisał o działaniach wojennych na Ukrainie w r. 1920 (Bellona t. 13–14, Warszawa 1924), o działaniach wstępnych w wojnie polsko-bolszewickiej (Bellona t. 29/1928), o ofensywie na Wilno w kwietniu 1919 (Bellona t. 32/1928) i obronie Wilna w kwietniu i maju 1919 (Bellona t.32/1928). Do dzieła zbiorowego Dziesięciolecie odrodzenia Polskiej Siły Zbrojnej 1918–1928 (Warszawa 1928) opracował studium Wojna Polski Odrodzonej 1918–1921, obejmujące też powstanie wielkopolskie i wojnę o Śląsk Cieszyński. Praca ta, przejrzana i poszerzona, lecz ograniczona tylko do działań na froncie polsko-sowieckim, wyszła po francusku jako La Pologne en lutte pour ses frontières 1918–1920 (Paris 1929). W 1930 opublikował książkę Wojna polska 1918–1921 , która objęła również dzieje powstań śląskich, krótko omawiając zbrojny konflikt polsko-czeski o Śląsk Cieszyński. Temu ostatniemu poświęcił osobną pracę: Walka o Śląsk Cieszyński w styczniu 1919 roku (Bellona t.40/1932 i w formie książki wydanej w Warszawie w 1932).

## Ordery i odznaczenia
- Krzyż Srebrny Orderu Wojskowego Virtuti Militari nr 277[32][33]
- Krzyż Niepodległości – 12 marca 1931 „za pracę w dziele odzyskania niepodległości”[34][35][36]
- Krzyż Walecznych czterokrotnie[37][38] (po raz czwarty za działalność w POW[39])
- Złoty Krzyż Zasługi
- Srebrny Krzyż Zasługi – 10 listopada 1928[40]